# 432 î.Hr.

## Legături externe
Materiale media legate de 432 î.Hr. la Wikimedia Commons